# Grande pauvreté et précarité économique et sociale
 (mars 2013).
Si vous disposez d'ouvrages ou d'articles de référence ou si vous connaissez des sites web de qualité traitant du thème abordé ici, merci de compléter l'article en donnant les références utiles à sa vérifiabilité et en les liant à la section « Notes et références ».
Grande pauvreté et précarité économique et sociale est le titre du rapport présenté au Conseil économique et social français lors de la séance des 10 et 11 février 1987, par le père Joseph Wresinski, membre du CES comme personnalité qualifiée depuis 1979. 

## Description
Ce rapport d'initiative du CES avait été décidé deux ans plus tôt, au cœur de l'hiver 1984-1985, par sa section des affaires sociales, le 12 février 1985. Cette saisine était motivée en ces termes : 
« La conjoncture actuelle fait apparaître au grand jour des situations de précarité extrême. On voit des individus et des familles « à la rue », sans logement, avec des ressources extrêmement faibles ou même aucune ressource, contraints, pour survivre, à la mendicité ou à des expédients plus ou moins licites ou dangereux.Dans une situation économique difficile, ce phénomène a tendance à s'aggraver et les formes extrêmes à se multiplier, notamment avec l'accroissement du chômage et ses nouvelles formes d'indemnisation. Malgré les mesures prises pour tenter d'y remédier, les administrations, les organismes de secours et les bureaux d'aide sociale ne peuvent faire face à toutes les demandes et encore moins aux besoins. Des études et des propositions ont été faites par des personnalités, des groupes de travail ou des organisations ; certaines sont en cours d'expérimentation ; par ailleurs, on sait que d'autres pays qui connaissent ce même phénomène ont mis en place diverses solutions. Le Conseil économique et social pourrait utilement élaborer un rapport et un avis sur ce sujet, dans le prolongement de l'étude sur « la lutte contre la pauvreté », présentée par le Professeur Péquignot et adoptée le 20 septembre 1978 par la section des actions éducatives, sanitaires et sociales. Il pourrait évaluer l'ampleur et la gravité des situations, s'interroger sur leur origine récente ou ancienne, sur la façon dont elles sont vécues, sur les aspirations de ceux qui les vivent ; étudier les systèmes d'aide existants, les réponses proposées ou expérimentées (objectifs, bénéficiaires, fonctionnement, limites, lacunes et, éventuellement, effets négatifs) ; tenter de faire de nouvelles propositions au-delà des secours d'urgence nécessaires mais ponctuels, pour essayer d'apporter de véritables solutions cohérentes, globales et prospectives aux problèmes considérés ».
L'Avis du CES a été adopté au scrutin public par 154 voix et 40 abstentions.

## Diffusion
Le rapport Grande pauvreté et précarité économique et sociale, connu aussi sous le nom de rapport Wresinski est un des rapports les plus connus et les plus diffusés parmi tous les rapports du CES. Il a inspiré notamment la création du Revenu minimum d'insertion (RMI), la couverture maladie universelle (CMU), le droit au logement opposable (DALO), la loi d’orientation du 29 juillet 1998 relative à la lutte contre les exclusions.
Un des apports les plus importants de ce rapport est la définition qu'il a proposé : 
« La précarité est l'absence d'une ou plusieurs des sécurités permettant aux personnes et familles d'assumer leurs responsabilités élémentaires et de jouir de leurs droits fondamentaux. L'insécurité qui en résulte peut être plus ou moins étendue et avoir des conséquences plus ou moins graves et définitives. Elle conduit le plus souvent à la grande pauvreté quand elle affecte plusieurs domaines de l'existence, qu'elle tend à se prolonger dans le temps et devient persistante, qu'elle compromet gravement les chances de reconquérir ses droits et de réassumer ses responsabilités par soi-même dans un avenir prévisible ».
Cette définition a notamment été reprise dans les travaux du Conseil des droits de l'homme des Nations unies sur Extrême pauvreté et Droits de l'Homme, qui ont abouti en septembre 2012 à l'adoption des Principes directeurs sur l'extrême pauvreté et les droits de l'homme.